# Interstate 255
Pour les articles homonymes, voir Route 255.
L'Interstate 255 (I-255) est une autoroute de contournement de l'I-55 dans la région de Saint-Louis. Avec l'I-270, elle forme une boucle autour du centre de la région métropolitaine de Saint-Louis. La majorité de l'I-255 est située en Illinois.
L'I-255 partage son terminus sud avec celui de l'I-270 à la jonction avec l'I-55. L'I-270 va vers l'ouest alors que l'I-255 va vers l'est. La US 50 rejoint l'I-255 à Lemay Ferry Road. Elle traverse le fleuve Mississippi et entre en Illinois. Elle se dirige alors vers le nord-est. L'I-255 croise l'I-64 où la US 50 quitte le tracé. Plus au nord, l'autoroute rencontre à nouveau l'I-55, l'I-70 et la US 40. Elle se poursuit au nord où elle rencontre l'I-270, jonction qui constitue le terminus nord de l'I-255. Au-delà de l'intersection, c'est la IL 255 qui poursuit le tracé.

## Description du tracé
Le terminus sud de l'I-255 est à l'échangeur avec l'I-55 et l'I-270 à Mehlville, Missouri. La route qui ceinture Saint-Louis à l'ouest est l'I-270 et l'I-255 à l'est. Un peu plus loin à l'est, l'autoroute traverse le fleuve Mississippi.
Une fois qu'elle a traversé le fleuve et qu'elle entre en Illinois, l'I-255 s'oriente vers le nord. La section de l'Illinois est bien plus récente que la section du Missouri. L'autoroute passe par plusieurs banlieues du Grand Saint-Louis. Elle croise ensuite l'I-64 à l'ouest de Caseyville. Un peu plus au nord, l'I-255 rencontre le multiplex formé de l'I-55 et de l'I-70, le terminus nord originellement prévu. Finalement, le terminus nord a été repoussé au nord à la jonction avec l'I-270.

## Liste des sorties
| Interstate 255                            |                          |       |       |                          |                                                                         | |
| Comté                                     | Municipalité             | mi    | km    | Sortie                   | Intersections / Destinations                                            | Notes                                                                                                   |
| Saint-Louis                               | Concord                  | 0,00  | 0,00  |                          | I-270 nord – Kansas City                                                | Terminus ouest; continue au-delà comme I-270                                                            |
| Saint-Louis                               | Limite Concord–Mehlville | 0,00  | 0,00  | 1                        | I-55 – Saint-Louis, Memphis                                             | sortie direction sud, entrée direction nord; indiqué sortie 1A (sud) et 1B (nord); sortie 196 de l'I-55 |
| Saint-Louis                               | Mehlville                | 0,50  | 0,80  | 1B                       | US 61 / US 67 (Lemay Ferry Road)                                        | Sortie direction nord, entrée direction sud                                                             |
| Saint-Louis                               | Mehlville                | 1,20  | 1,90  | 1C                       | US 50 ouest (Lindbergh Boulevard) vers US 61 / US 67 (Lemay Ferry Road) | Terminus ouest du multiplex avec US 50; sortie direction sud, entrée direction nord                     |
| Saint-Louis                               | Mehlville                | 2,20  | 3,50  | 2                        | Route 231 (en) (Telegraph Road)                                         | |
| Saint-Louis                               | Mehlville                | 3,20  | 5,10  | 3                        | Koch Road                                                               | |
| Fleuve Mississippi                        | Fleuve Mississippi       | 3,50  | 5,60  | Limite Missouri–Illinois | Limite Missouri–Illinois                                                | Limite Missouri–Illinois                                                                                |
| Monroe                                    | Columbia                 | 6,00  | 9,70  | 6                        | IL 3 (en) sud / Great River Road (en) sud – Columbia                    | Terminus sud du multiplex avec IL 3 / GRR                                                               |
| Saint Clair                               | Dupo                     | 9,20  | 14,80 | 9                        | S. Main Street / Old Route 3 – Dupo                                     | |
| Saint Clair                               | Dupo                     | 10,60 | 17,10 | 10                       | IL 3 (en) nord / Great River Road (en) nord – Cahokia, East Saint Louis | Terminus nord du multiplex avec IL 3 / GRR                                                              |
| Saint Clair                               | Cahokia                  | 13,00 | 20,90 | 13                       | IL 157 (Camp Jackson Road) – Cahokia                                    | |
| Saint Clair                               | Centreville              | 15,00 | 24,10 | 15                       | Mousette Lane                                                           | |
| Saint Clair                               | Alorton                  | 16,70 | 26,90 | 17                       | IL 15 (en) (New Missouri Avenue) – Belleville, East Saint Louis         | |
| Saint Clair                               | East Saint Louis         | 18,60 | 29,90 | 19                       | State Street – East Saint Louis                                         | |
| Saint Clair                               | Caseyville               | 20,10 | 32,30 | 20                       | I-64 / US 50 est – Saint-Louis, Louisville                              | Terminus nord du multiplex avec US 50; sortie 7 de l'I-64                                               |
| Limite Saint Clair–Madison                | Collinsville             | 23,60 | 38,00 | 24                       | Collinsville Road                                                       | |
| Madison                                   | Collinsville             | 24,80 | 39,90 | 25                       | I-55 / I-70 / US 40 – Chicago, Indianapolis, Saint-Louis                | Indiqué sortie 25A (nord / est) et 25B (sud / ouest); sortie 10 de l'I-55 / I-70                        |
| Madison                                   | Pontoon Beach            | 26,00 | 41,80 | 26                       | Horseshoe Lake Road                                                     | |
| Madison                                   | Pontoon Beach            | 29,20 | 47,00 | 29                       | IL 162 (en) – Granite City, Glen Carbon                                 | |
| Madison                                   | Pontoon Beach            | 30,82 | 49,60 | 30                       | I-270 – Indianapolis, Kansas City                                       | Terminus nord; sortie 7 de l'I-270 direction est et 7A en direction ouest                               |
| Madison                                   | Pontoon Beach            | 30,82 | 49,60 |                          | IL 255 (en) nord (Alton Bypass) – Alton                                 | Continue au-delà de l'I-270 comme IL 255                                                                |
| - Terminus de multiplex - Accès incomplet |                          |       |       |                          |                                                                         | |